# Hněvnice
Hněvnice (en allemand : Hniemitz) est une commune rurale du district de Plzeň-Nord, dans la région de Plzeň, en Tchéquie. Sa population s'élevait à 114 habitants en 2022.

## Géographie
Hněvnice se trouve à 20 km à l'ouest centre de Plzeň et à 104 km à l'ouest-sud-ouest de Prague.
La commune est limitée par Sulislav au nord, par Kbelany à l'est, par Přehýšov au sud, Heřmanova Huť au sud et au sud-ouest, et par Stříbro à l'ouest.

## Histoire
La première mention écrite de la localité date de 1115.

## Transports
Par la route, Hněvnice se trouve à 9 km de Nýřany, à 28 km de Plzeň et à 123 km de Prague. 
Le territoire de la commune est traversé par l'autoroute D5, qui relie Prague à l'Allemagne par Plzeň. La sortie la plus proche ( 100 Heřmanova Huť) se trouve à 6,5 km du centre du village.